# Campionati tedeschi di sci alpino 1964
I Campionati tedeschi di sci alpino 1964 si disputarono a Oberstaufen; furono assegnati i titoli di discesa libera, slalom gigante, slalom speciale e combinata, sia maschili sia femminili.

## Risultati
| Specialità      | Uomini             | Donne               |
| --------------- | ------------------ | ------------------- |
| Discesa libera  | Ludwig Leitner     | Heidi Biebl         |
| Slalom gigante  | Fritz Wagnerberger | Heidi Biebl         |
| Slalom speciale | Wolfgang Bartels   | Barbara Henneberger |
| Combinata       | Ludwig Leitner     | Heidi Biebl         |